# Ghetto de Vilnius

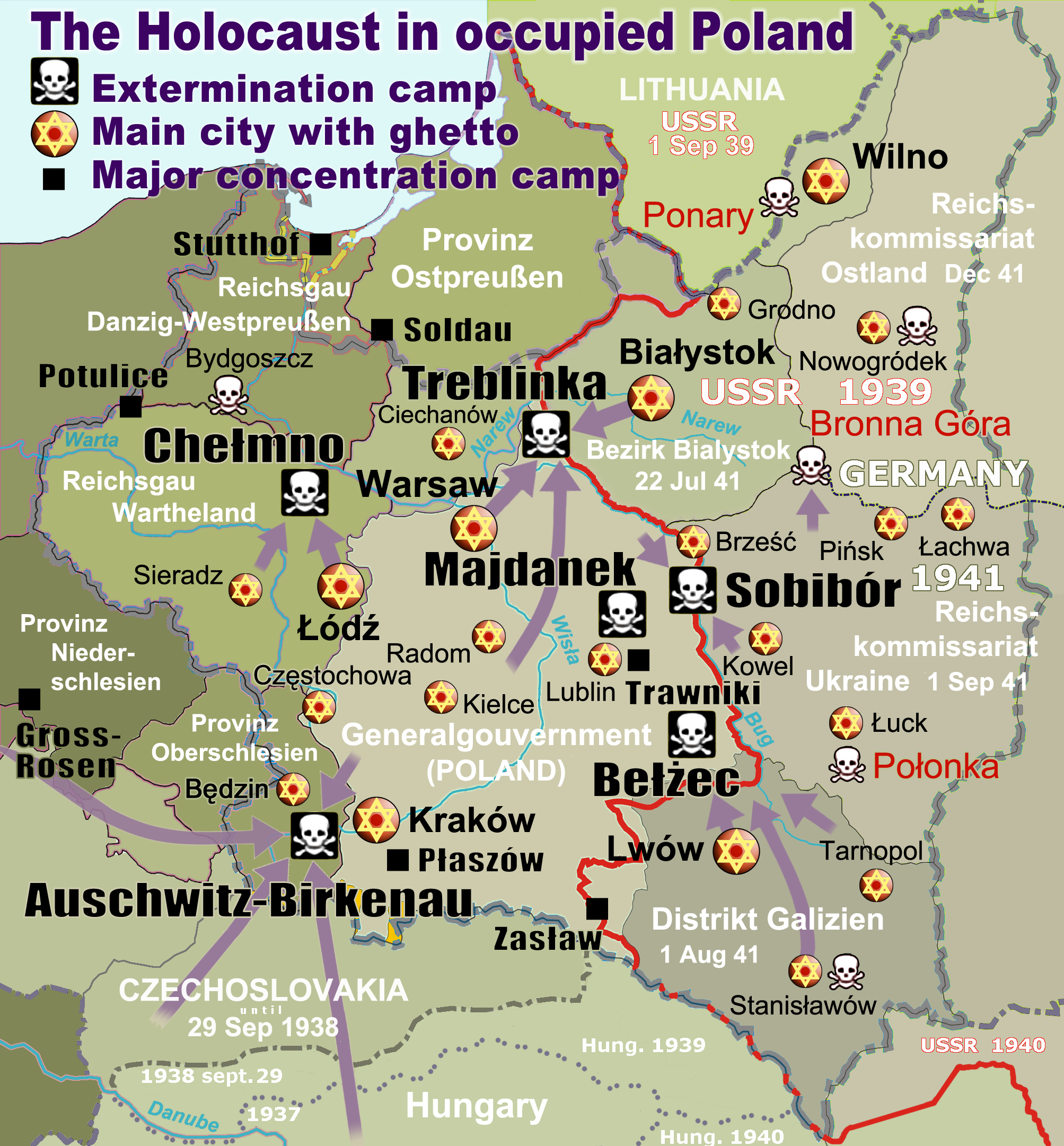
Ghettos de la Pologne occupée. Vilnius (Wilno) (Lituanie au nord-est

Le ghetto de Vilnius est un ghetto juif de la Seconde Guerre mondiale mis en place et contrôlé par le Troisième Reich dans la ville de Vilnius dans le territoire nazi du Reichskommissariat Ostland.
Ses occupants vivent deux ans de tortures, de sous-alimentation, de maladie, ainsi que de déportations dans des camps de concentration et d'extermination, ce qui aboutit à la mort de la quasi-totalité des 40 000 habitants du ghetto, exécutés pour la plupart à Poneriai après un passage dans la prison de Lukiszki (en).
Seule une centaine de personnes réussissent à survivre à ce ghetto, la plupart du temps en se cachant dans les forêts entourant la ville, en rejoignant des partisans soviétiques , ou en s'abritant chez des habitants voisins.

## Contexte
Avant l'invasion germano-soviétique de la Pologne en septembre 1939, Vilnius/Wilno (Vilna en hébreu) est la capitale de la voïvodie de Wilno dans la deuxième République de Pologne. Les langues prédominantes de la ville sont le polonais et, dans une moindre mesure, le yiddish. La population de langue lituanienne à l'époque représente une petite minorité d'environ 6 % de la population de la ville selon des sources lituaniennes contemporaines. En 1931, la ville compte 195 000 habitants, ce qui en faisait la cinquième plus grande ville de Pologne comprenant des industries variées, de nouvelles usines, ainsi qu'une université très respectée.
Vilnius est une ville à majorité polonaise et juive depuis que les frontières polono-lituaniennes furent délimitées en 1922 par la Société des Nations au lendemain de la mutinerie de Żeligowski. Après l'invasion soviétique de la Pologne en septembre 1939, Joseph Staline transfère Vilnius à la Lituanie en octobre, conformément au traité d'assistance mutuelle soviéto-lituanien. Deux ans plus tard, à la suite de l'opération Barbarossa, l'armée allemande entre à Vilnius le 26 juin 1941, suivie de l'Einsatzkommando du Einsatzgruppe B, un escadron de la mort. Les dirigeants lituaniens locaux préconisent le nettoyage ethnique des Juifs et des Polonais. Tout au long de l'été, les troupes allemandes et leurs collaborateurs lituaniens, les Bataillons TDA, tuent plus de 21 000 juifs vivant à Vilnius, dans le cadre d'un programme d'extermination en masse. Ces exécutions débutèrent le 4 juillet 1941.
À la veille de la Shoah, la population juive de Vilnius est d'au moins 60 000 personnes, voire, selon certaines estimations, 80 000 personnes y compris des réfugiés de la Pologne occupée par l'Allemagne à l'ouest, moins un petit nombre qui a réussi à fuir vers l'Union soviétique. L'enlèvement et le meurtre de masse de Juifs commence avant la création du ghetto par les forces allemandes en marche, entraînant l'exécution d'environ 21 000 victimes avant le 6 septembre 1941. Les kidnappeurs lituaniens sont connus en Yiddish comme des hapunes, ce qui signifie « pirates » ou « voleurs ».

## 1941: Mise en place du ghetto

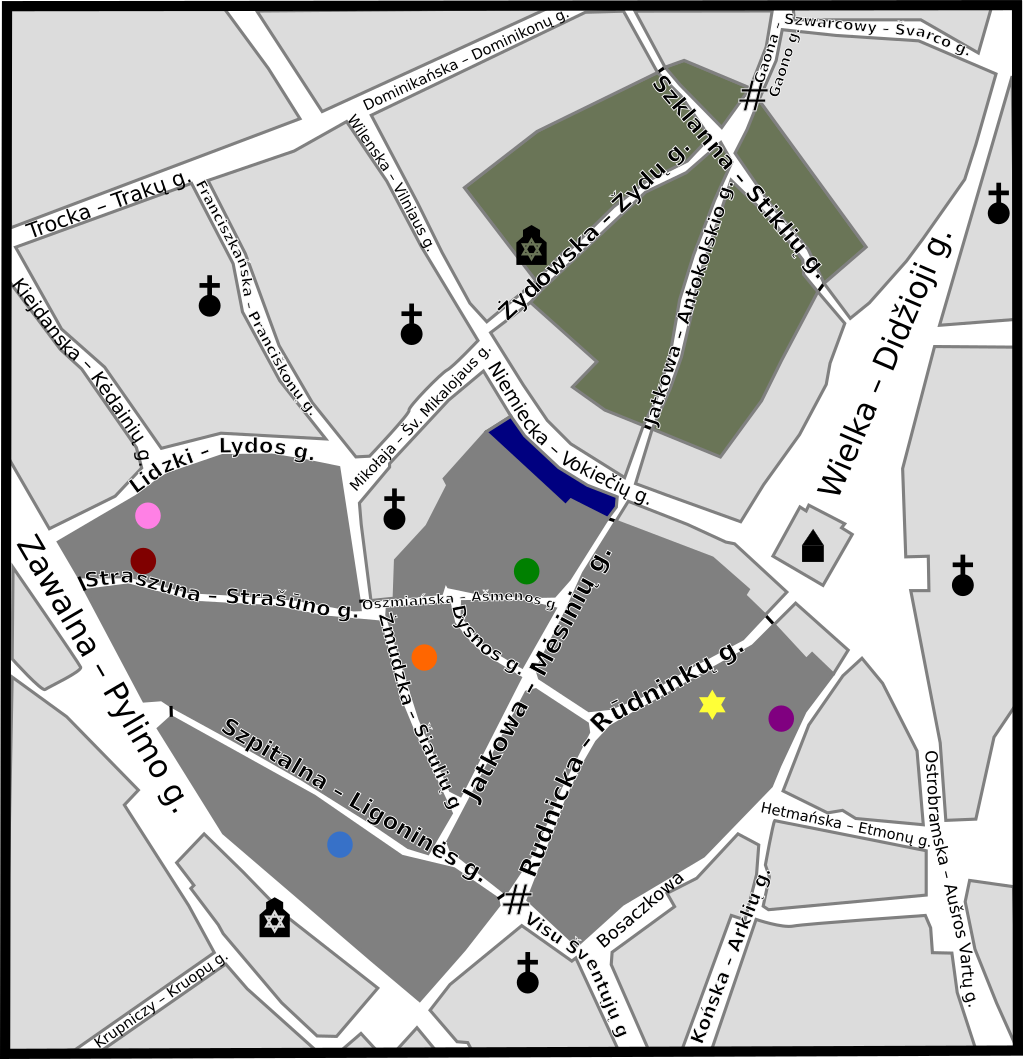
carte du ghetto de Vilnius (petit ghetto, en vert-olive, grand ghetto en gris)

Le 4 juillet 1941, les autorités allemandes ordonnent l'établissement d'un Judenrat (conseil juif) et la mise en place d'un lieu d'exécution qui est établi à Poneriai, à 10 km de Vilnius.
Afin de pacifier le quartier juif, plutôt pauvre, de la vieille ville de Vilnius et de forcer le reste des juifs plus aisés dans le nouveau ghetto imaginé par les Allemands, les nazis organisent, comme prétexte, - le soi-disant incident de la « Grande Provocation » le 31 août 1941. Cet incident  est dirigé par le SS Einsatzkommando 9 Oberscharführer Horst Schweinberger sous les ordres du Gebietskommissar de la municipalité de Vilnius Hans Christian Hingst et Franz Murer, l'adjoint de Hingst aux affaires juives selon les « directives provisoires » du Reichskommissar Hinrich Lohse.
Murer, Hingst et le maire de Vilnius, Karolis Dabulevičius, choisirent le site du futur ghetto et mirent en scène un sniper tirant à distance sur des soldats allemands devant un cinéma, depuis une fenêtre au coin des rues de Stiklių (Glezer, qui signifie Szklana en polonais) et Didžioji (Wielka, Grande rue  en polonais, d'où le nom de l'événement). Les snipers étaient deux Lituaniens en civil entrés par effraction dans un appartement appartenant à des Juifs. Ils fuient ensuite l'appartement, puis, reviennent avec des soldats allemands pour capturer deux Juifs et les accusent de tirer sur les soldats allemands. Ils sont frappés puis abattus sur place. Les rues Stiklių et Mėsinių (Jatkowa) sont ensuite saccagées par la milice locale et davantage de Juifs sont battus. En « représailles », tous les Juifs sont chassés de ce quartier choisi comme futur territoire du ghetto au cours de la nuit. Le lendemain, les femmes et les enfants des rues restantes sont raflés pendant que les hommes sont à leur travail. Des hommes sur leurs lieux de travail sont également raflés. Les Juifs sont ensuite emmenés à la prison de Lukiškės, puis à Paneriai, également connue sous le nom de Ponary (ou Ponar), où ils sont assassinés entre le 1er septembre et le 3 septembre. 5 à 10,000 personnes sont assassinées, dont dix membres du Judenrat. L'objectif était de dégager une zone pour la création d'un ghetto pour emprisonner tous les Juifs de Vilnius et de sa banlieue.
La zone désignée pour le ghetto est l'ancien quartier juif au centre de la ville. Alors que Vilnius n'a jamais eu de ghetto en soi, à l'exception de restrictions très limitées sur le mouvement et l'installation des Juifs au Moyen Âge, la zone choisie par les nazis pour leur ghetto est principalement et historiquement habitée par des Juifs. Les nazis ont divisé le secteur en deux quartiers juifs (grand ghetto et petit ghetto), avec un couloir « non-ghetto » descendant la rue Deutschegasse (Niemiecka ou Vokiečių) qui les séparent.
Le 6 septembre 1941, les autorités allemandes prirent la décision d'ouvrir deux ghettos dans la ville. Les Juifs de Vilnius y sont placés indifféremment dans un premier temps. On compte 29 000 personnes dans le ghetto 1 et 11 000 dans le ghetto 2. Rapidement, le ghetto 2 sert à concentrer les Juifs ne pouvant pas travailler ainsi que leur famille. Durant le transfert de la population dans les ghettos, 3 700 d'entre eux furent exécutés en raison de leur incapacité de se déplacer. Les juifs convertis, les Mischling et les conjoints de juifs sont également contraints d’être relogés dans le ghetto.

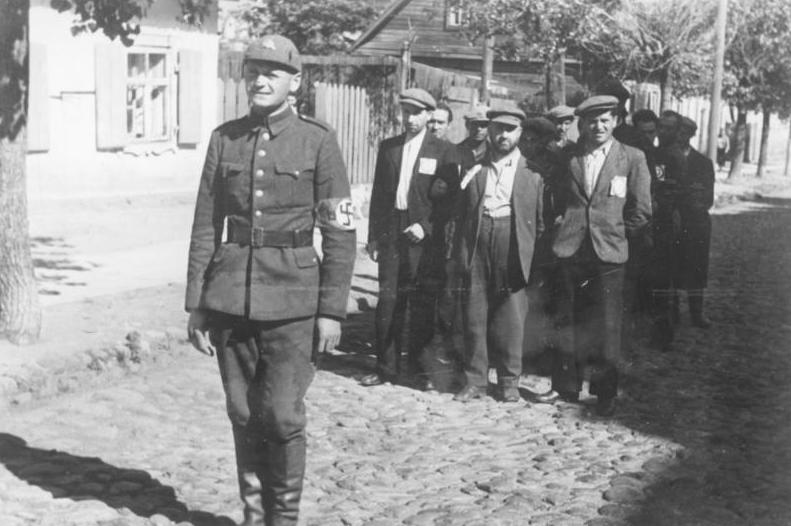
Policier lituanien avec des prisonniers juifs en juillet 1941

Le 7 septembre, un Judenrat est créé dans chacun des ghettos. Celui du ghetto 1 est mis sous la présidence d'Anatol Fried et celui du ghetto 2 sous celle d'Eisik Lejbowicz. Une police juive est également créée et mise sous la direction de Jacob Gens. Les Juifs du ghetto 1, ceux jugés aptes au travail, sont envoyés dans des usines, dans des chantiers à l'extérieur du ghetto ou dans des camps de travail autour de Vilnius comme Kaitlis ou HKP 652.
La première Aktion est nommée Gelb Schein Aktion  (Aktion laissez-passer jaune) car les Allemands donnent 3 000 laissez-passer aux travailleurs et à leurs familles et laissent 12,000 personnes entrer dans le ghetto. Entre le 25 et le 27 octobre 1941, 3,781 personnes qui n'ont pas ce laissez-passer sont tuées à Ponary.
L’existence de deux ghettos permet aux nazis d’éviter aux détenus de parler de ce qui pourrait leur arriver, facilitant ainsi l'objectif d'extermination totale des nazis (Judenfrei). Le principe de séparer le ghetto en deux est également utilisé à Varsovie. Comme les autres ghettos juifs mis en place pendant la Seconde Guerre mondiale, le ghetto de Vilnius est créé à la fois pour déshumaniser le peuple et pour exploiter ses détenus par le travail forcé. Les conditions de vie du ghetto sont extrêmement difficiles soumettant les habitants à des conditions insalubres, aux maladies, aux décès quotidiens et à la surpopulation.

## 1942: la période calme

### Santé
La communauté juive de Vilnius est réputée pour son expertise médicale que les détenus du ghetto réussissent à maintenir dans une certaine mesure pendant la Shoah. Comme pour la plupart des ghettos établis par les Allemands, un panneau est placé à l'entrée et disant: "Achtung! Seuchengefahr" ("Attention! Danger d'infection"). Les taux de mortalité ont en effet augmenté en comparaison du taux d'avant la guerre. Cependant, en grande partie grâce aux efforts du département de la santé du ghetto, le ghetto de Vilnius ne connait aucune épidémie majeure malgré la malnutrition, le froid et la surpopulation. Selon le Dr Lazar Epstein, chef de la section sanitaire et épidémiologique du département de la santé du ghetto, les détenus du ghetto, livrés à eux-mêmes, auraient pu vivre très longtemps, certainement jusqu'à la fin de la guerre, malgré les nombreuses privations.

### Vie culturelle
Le Ghetto de Vilnius est appelé le « Jérusalem des ghettos » parce qu'il est connu pour son esprit intellectuel et culturel. Avant la guerre, Vilnius est connue sous le nom de Yerushalayim d'Lita  (yiddish: Jérusalem de Lituanie) pour la même raison. Le centre de la vie culturelle dans le ghetto est la bibliothèque Mefitze Haskole (Maison de la Culture). Elle contient une bibliothèque de 45 000 volumes, une salle de lecture, des archives, un bureau de statistique, une salle pour les travaux scientifiques, un musée, un kiosque à livres, un bureau de poste et un terrain de sport. Des groupes, tels que l'Union littéraire et artistique et la Brit Ivrit Union, organisent des événements commémorant les auteurs yiddish et hébreux et jouent des pièces de théâtre dans ces langues. Le magazine populaire yiddish Folksgezunt continue d’être publié dans le ghetto et ses articles sont présentés dans des conférences publiques. Yitskhok Rudashevski (1927-1943), un jeune adolescent qui écrit son journal intime dans le ghetto de 1941 à 1943, mentionne un certain nombre de ces événements et sa participation à ceux-ci. Il est assassiné lors de la liquidation de 1943, probablement à Paneriai. Son journal est découvert en 1944 par son cousin.
Le ghetto de Vilnius est bien connu pour ses productions théâtrales pendant la Seconde Guerre mondiale. Jacob Gens, chef de la police juive et dirigeant du ghetto de Vilnius, est chargé de la gestion de ce théâtre. Les performances comprennent de la poésie d'auteurs juifs, des dramatisations d'histoires courtes et de nouveaux travaux des jeunes du ghetto.
Le Théâtre du Ghetto est une excellente source de revenus et a un effet calmant sur le public. Un total de 111 représentations sont données au 10 janvier 1943, avec un total de 34 804 billets vendus. Le théâtre est rénové pour accueillir un public plus large et être plus beau aux yeux du public. Le théâtre permit à la culture « non aryenne » de montrer son pouvoir à travers des pièces de théâtre et des chansons ; par exemple, une des chansons qui sont chantées s'appelait Endurance.
La dernière production théâtrale, Der Mabl (l'inondation), est produite par le dramaturge suédois Henning Berger et ouvre été 1943, dans la dernière semaine de l'existence du Ghetto. La pièce, qui se déroule dans un salon américain lors d'une inondation, met en scène un groupe de personnes qui se sont regroupées pendant une période de danger et de besoin.
La pièce Ghetto de Joshua Sobol raconte les derniers jours de la compagnie de théâtre du ghetto de Vilnius.

## Liquidation

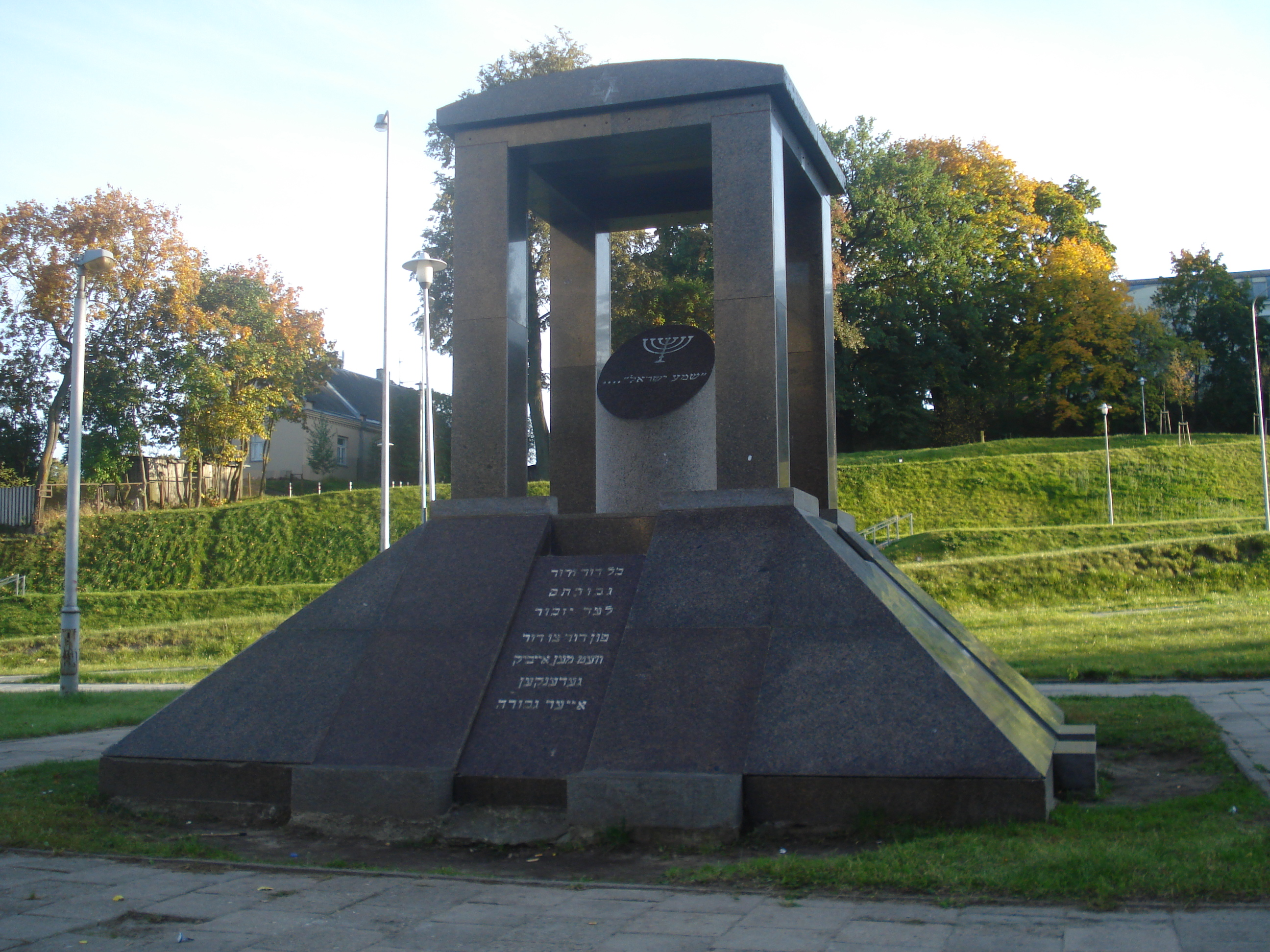
Memorial aux juifs victimes de l'Allemagne nazie à Vilnius (Subačiaus g.): "De génération en génération, on se souviendra toujours de votre héroisme."

Entre la création du ghetto jusqu'en janvier 1942, des escadrons de la mort (Einsatzgruppen) allemands et lituaniens effectuent régulièrement des opérations surprises appelées Aktionen, souvent pendant les fêtes juives. Les habitants du ghetto sont arrêtés et expulsés, généralement pour des exécutions ultérieures. Dans l'Aktion de Yom Kippour du 1er octobre 1941, les Allemands ordonnent au Judenrat de mener les arrestations conduisant à la mort de 1,983 personnes  ; des résidents découverts par la police juive sans permis de travail sont arrêtés et transférés sous garde allemande. Le même mois, les Allemands liquident le Petit Ghetto, où ils avaient relocalisé des individus « improductifs » (c'est-à-dire qui étaient vieux, malades ou autrement jugés inaptes au travail) ; la plupart des prisonniers sont emmenés à Ponary et abattus. Environ 20 000 Juifs, dont 8 000 sans papiers, restent dans le Grand Ghetto.
La période entre janvier 1942 et mars 1943 est connue comme l'époque de la stabilisation du ghetto ; les Aktionen cessent et un semblant de vie normale reprend.
Le 21 juin, Heinrich Himmler prend la décision de liquider les ghettos du Reichskommissariat Ostland. Le 6 août, les SS et la Gestapo, sous la direction de Bruno Kittel, exécutent l'ordre de transférer 7 130 Juifs dans des camps de travail en Estonie ou dans des camps d'exterminations en Pologne. Cette opération se finit le 5 septembre. Le ghetto est définitivement liquidé les 23 et 24 septembre 1943. 8 000 des 10 000 survivants sont rassemblés et déplacés. Entre 4 300 et 5 000 personnes âgées, femmes et enfants sont envoyés à Sobibor. Aucun n'a survécu. Plusieurs centaines d'autres, enfants et personnes âgées sont emmenés à Poneriai.
Un petit groupe de Juifs reste à Vilnius après la liquidation du Ghetto, principalement dans les camp de travaux forcés tels que Kailis et HKP 562. Les détenus du HKP 562 réparent des véhicules motorisés sous le commandement du  major Karl Plagge. Grâce à la coopération de ses officiers et de ses hommes, il peut protéger ses travailleurs juifs d'une grande partie des abus auxquels étaient généralement soumis ces travailleurs. Lorsque l'Armée rouge s'approche de Vilnius, Plagge avertit ses travailleurs que le camp fermerait et les SS chercheraient à le liquider. Certains travailleurs s'échappent, d'autres se cachent dans des cachettes qu'ils avaient préparées. Deux cent cinquante Juifs du camp HKP 562 survivent à la guerre. Ils représentent le plus grand groupe de survivants juifs de la Shoah à Vilnius.

## Résistance

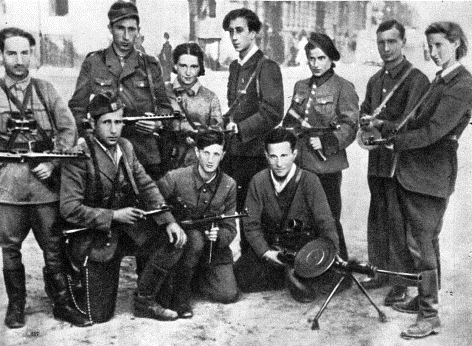
Résistants du ghetto de Vilnius (vers 1942)

La Fareynikte Partizaner Organizatsye est créée le 21 janvier 1942. Sa devise, suggérée par Abba Kovner, fut « Nous n'irons pas comme des moutons à l'abattoir ». C'est l'une des premières organisations de résistance juive établies dans un ghetto nazi. Elle établit des caches d'armes et se prépara à combattre. Début septembre 1943, réalisant que les Allemands allaient détruire le ghetto, les membres de la résistance attaquent les soldats, entrés dans le ghetto pour commencer les déportations.
Contrairement à d'autres ghettos, le mouvement de résistance de Vilnius n'est pas géré par des fonctionnaires du ghetto tel que Jacob Gens, nommé à la tête du gouvernement du ghetto par les nazis et qui aurait collaboré avec des fonctionnaires allemands pour arrêter la lutte armée. La FPO représente l'ensemble des tendances politiques juives. Elle est dirigée par Yitzhak Wittenberg, Josef Glazman (en) et Abba Kovner. Les objectifs de la FPO furent d'établir un moyen d'autodéfense de la population du ghetto, de sabotage des activités industrielles et militaires allemandes et de se joindre à l'Armée rouge et aux partisans de la lutte contre les nazis. Le poète Hirsh Glick, détenu au ghetto de Vilnius et mort plus tard, après avoir été expulsé en Estonie, a écrit les paroles en yiddish de ce qui est devenu l'hymne des partisans, Zog Nit Keynmol.
Au début de l’année 1943, les Allemands capturent un membre de la clandestinité communiste qui, sous la torture, révèle quelques contacts. Le Judenrat, en réponse aux menaces allemandes, tente de remettre Wittenberg, chef du FPO, à la Gestapo pour l'apaiser. Le FPO le secourt dans l'appartement de Jacob Gens lors d'une bagarre avec la police du ghetto juif. Gens implique alors les personnalités du ghetto tels que les chefs des brigades de travail pour effectivement retourner la majorité de la population contre les résistants. L’argumentation de Gens est que les résistants provoquent les Allemands, et il demande s'il fallait sacrifier des dizaines de milliers pour le bien d'un seul homme. Les prisonniers du Ghetto se rassemblent et exigent que le FPO abandonne Wittenberg aux Allemands. Finalement, Wittenberg lui-même prend la décision de se soumettre aux demandes nazies. Il est emmené au siège de la Gestapo à Vilnius et est retrouvé mort dans sa cellule le lendemain matin. La plupart des gens pensent qu'il s'est suicidé. La rumeur dit que Gens lui aurait glissé une pilule de cyanure lors de leur dernier entretien.
Le FPO est démoralisé par cette série d'événements et commence à poursuivre une politique consistant à envoyer des jeunes dans la forêt pour rejoindre d'autres partisans juifs. Cela est controversé car les Allemands appliquent une politique de « responsabilité collective » en vertu de laquelle tous les membres de la famille de toute personne ayant rejoint les partisans sont exécutés.
Lorsque les Allemands viennent liquider le ghetto en septembre 1943, les membres du FPO entrent en action. Gens prend le contrôle de la liquidation afin de garder les forces nazies hors du ghetto et à l'abri d'une embuscade partisane. Il aide néanmoins à remplir le quota de Juifs avec ceux qui peuvent se battre mais ne font pas nécessairement partie de la résistance. Le FPO s'enfuit dans la forêt et se battit avec les partisans.

## Tentatives de sauvetage
Ona Šimaitė soutient matériellement les habitants du ghetto en organisant des collectes de fonds  créant de faux-papiers ou en exfiltrant certains juifs. Le 15 mars 1966, Yad Vashem, lui décerne le titre de Juste parmi les nations.

## Après la guerre
Des communautés juives d'Europe, celle de Lituanie est la plus touchée par la Shoah. S'élevant à 265 000 individus en juin 1941, elle est décimée et perdit 254 000, soit 95 %, de ses membres au cours de l'occupation nazie de la Lituanie.

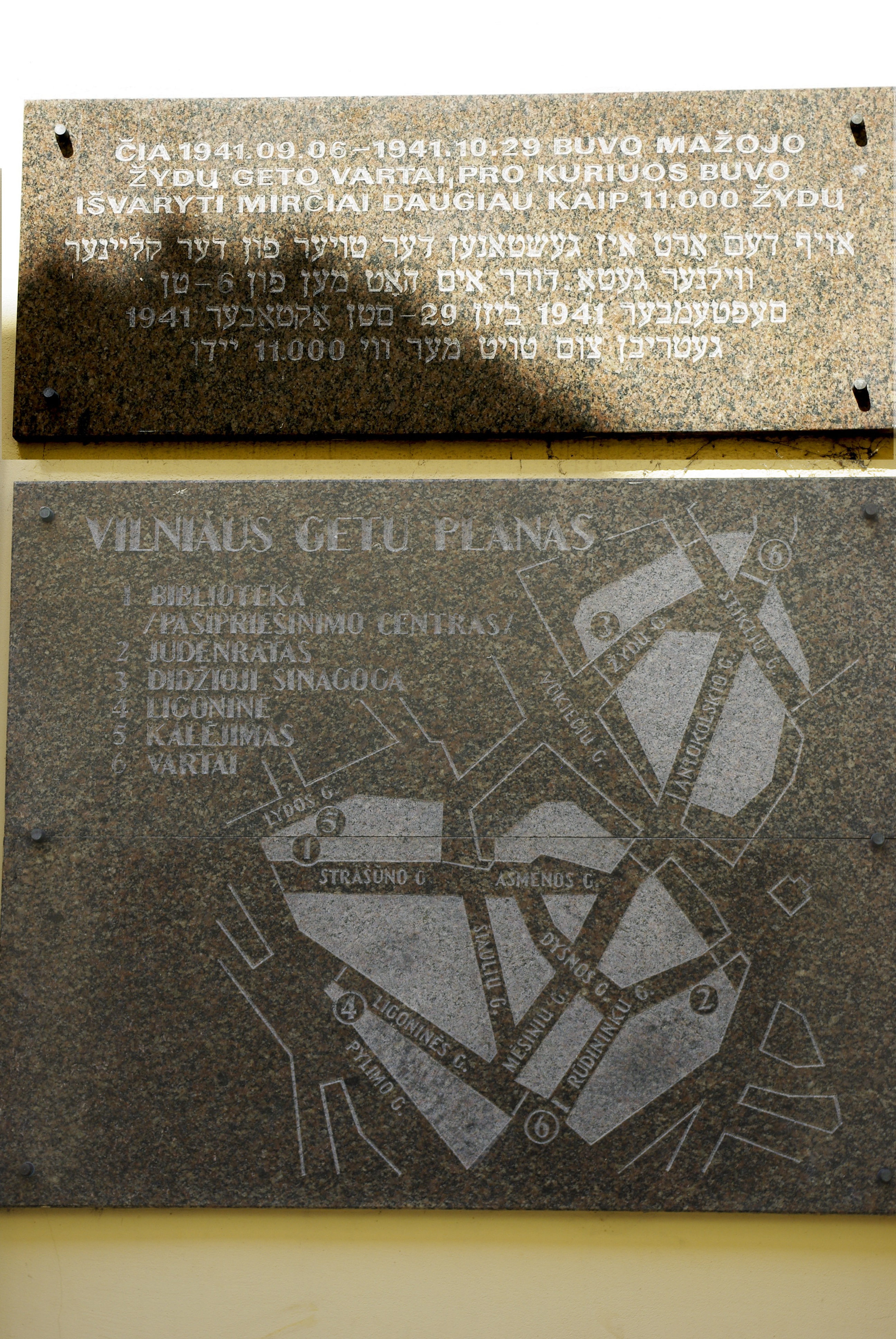
Plaque à la mémoire du ghetto de Vilnius
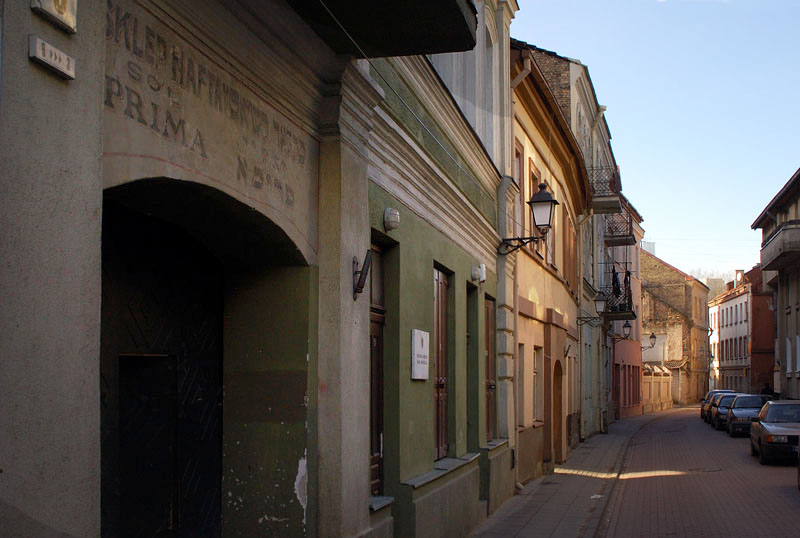
Le ghetto aujourd'hui. La rue Žemaitijos

## Personnalités du ghetto
- Hirsch Glick (1922-1944), combattant de la résistance du ghetto ;
- Jacob Gens (1903-1943), chef du ghetto ;
- Josef Glazman (en) (1913-1943), combattant de la résistance du ghetto ;
- Abba Kovner (1918-1987), combattant de la résistance du ghetto ;
- Ljuba Lewicka (1909-1943), chanteuse[29] ;
- Yitskhok Rudashevski (1927-1943), auteur d'un journal intime ;
- Hermann Kruk (1897-1944), bibliothécaire, écrivain ;
- Yitzhak Wittenberg (1907-1943), combattant de la résistance du ghetto ;
- Avrom Sutzkever (1913-2010), poète ;
- Samuel Bak (1933-), peintre.

- Theodor Adrian von Renteln (1897-1946 ?), Generalkommissar de Lituanie, impliqué dans la liquidation du ghetto ;
- Bruno Kittel (1922-1945 ?), SS-Oberscharführer, succède à Murer pour liquider le ghetto ;
- Franz Murer (1912-1994), SS-Oberscharführer, le « Boucher de Vilnius » ;
- Rudolf Neugebauer (1912-1945), SS-Hauptsturmführer ;
- Martin Weiss (1903-1984), SS-Hauptscharführer ;